# Tomasz Domogała
Tomasz Domogała (ur. 31 maja 1985 w Katowicach) – polski przedsiębiorca, inwestor.
Właściciel TDJ – rodzinnej firmy inwestycyjnej, która inwestuje w obszarach: Equity, Venture, Estate, Finance i Foundation. Kontroluje m.in. spółki giełdowe: Famur, Zamet Industry oraz niepubliczne: PGO, Projekt Solartechnik, Miya Cosmetics i Famak .
W 2019 r. zajął 16. miejsce na liście 100 najbogatszych Polaków tygodnika „Wprost”, z majątkiem szacowanym na 2,1 mld zł. W 2021 zajął 21. miejsce na liście najbogatszych Polaków magazynu „Forbes” z majątkiem wycenianym na 2 mld zł.

## Życiorys
Jest absolwentem Uniwersytetu Stanforda w USA, Akademii Górniczo-Hutniczej w Krakowie oraz University of Loughborough w Wielkiej Brytanii.
Pełni m.in. funkcję Przewodniczącego Rady Nadzorczej spółki Famur.
Od maja 2017 roku jest udziałowcem funduszu TDJ Pitango Ventures, którego inwestycje skoncentrowane są wokół innowacyjnych, technologicznych startupów o globalnym potencjale rozwoju.